# Płód arlekin

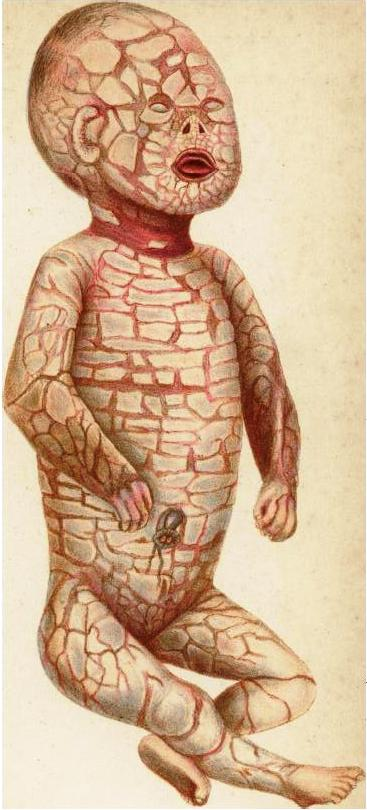
Litografia z pracy z 1886 roku przedstawiającą płód z rybią łuską wrodzoną typu arlekinowego

Płód arlekin (rybia łuska arlekinowa, ang. Harlequin ichthyosis, HI, harlequin fetus; łac. ichthyosis fetalis) – rzadka choroba genetyczna, o dziedziczeniu autosomalnym recesywnym. Rybia łuska arlekinowa należy do genodermatoz i razem z kilkoma podobnymi schorzeniami do grupy autosomalnie recesywnie dziedziczonej wrodzonej rybiej łuski (ang. autosomal recessive congenital ichthyosis, ARCI). Obraz kliniczny charakteryzuje się pokrywającymi całą powierzchnię skóry łuskami hiperkeratotycznego naskórka o kształcie rombów i wielokątów, o ułożeniu przywodzącym na myśl kostium arlekina – stąd nazwa jednostki chorobowej. Ponadto stwierdza się niską masę urodzeniową, erytrodermię, wywinięcie warg (eclabium) i powiek (ektropion). Z powodu utraty wody i sepsy oraz nieprawidłowej termoregulacji noworodek umiera zwykle w ciągu tygodnia. Przynajmniej część przypadków wiąże się z mutacjami genu ABCA12 na chromosomie 2.

## Epidemiologia
W piśmiennictwie przedstawiono do tej pory więcej niż 100 przypadków choroby. Częstość jest wyższa w zamkniętych społecznościach, gdzie dochodzi do związków między blisko spokrewnionymi osobami; wśród Indian Nawaho w Gallup w Nowym Meksyku między 1970 a 1989 urodziło się pięcioro dzieci z tym schorzeniem, co daje częstość rzędu 1:5000 żywych urodzeń.

## Etiologia

Schemat procesów zachodzących przy udziale transportera ABCA12 w zdrowej skórze (A) i skutki jego braku w skórze noworodka z rybią łuską arlekinową. Według Hovnaniana (2005)

Rybia łuska arlekinowa spowodowana jest mutacjami powodującymi utratę funkcji białka transportującego lipidy w ziarnistościach błonowych keratynocytów. Zanim zdefiniowano defekt molekularny leżący u podłoża choroby, wiedziano, że mutacje punktowe genu ABCA12 są związane z wrodzoną rybią łuską blaszkowatą dziedziczoną autosomalnie recesywnie (OMIM#601277). W rybiej łusce arlekinowej mutacje mają charakter dużych delecji lub mutacji nonsensownych, skutkujących skróceniem łańcucha polipeptydowego ABCA11 (protein truncation). Rybia łuska blaszkowata i rybia łuska typu arlekinowego są zatem schorzeniami allelicznymi.
Mikroskopowo stwierdzono, że ziarnistości błonowe nie są właściwie formowane, a lipidy niezbędne do utworzenia prawidłowej warstwy rogowej naskórka (np. glukozyloceramid) ulegały nieprawidłowej sekrecji.
Mutacje w genach białek o podobnej budowie, ABCA1 i ABCA4, wywołują, odpowiednio, chorobę wyspy Tangier i chorobę Stargardta. Mutacje genu ABCA3 skutkują letalnym zaburzeniem metabolizmu surfaktantu (ASMDP3, OMIM#610921).

## Objawy i przebieg
Objawy zespołu obecne są od urodzenia. 
Na jego obraz kliniczny składają się:
- bardzo pogrubiała skóra z dużymi, błyszczącymi łuskami, romboidalnego lub wielokątnego kształtu, jasnej barwy, wielkości 4–5 cm, rozdzielonymi czerwonymi rozpadlinami;
- obustronny ciężki ektropion, powieki górne i dolne są wywinięte, często ulegają urazom i wysuszeniu;
- wywinięte wargi (eclabium), otwarte usta: dziecko nie może prawidłowo przyjmować matczynego pokarmu;
- inne cechy pseudodysmorficzne twarzy (wtórne do zmian skórnych): spłaszczenie nosa, małżowiny uszne mogą być małe, szczątkowe lub nieobecne;
- przykurcze stawów i ułożenie zgięciowe kończyn spowodowane zmianami skórnymi;
- mikrocefalia;
- niekiedy hipoplazja palców dłoni i stóp, hipoplazja paznokci, opisywano polidaktylię;
- nieprawidłowości budowy ośrodkowego układu nerwowego objawiające się niekiedy drgawkami.

## Leczenie i rokowanie
Leczenie jest zachowawcze, a rokowanie zwykle bardzo złe. Jedne z dłuższych opisanych okresów przeżycia to 22 miesiące, 2,5 roku u dziecka leczonego etretynatem, 9 lat i 29 lat.
W leczeniu podtrzymującym stosuje się nawadnianie, pielęgnację skóry i błon śluzowych, oraz podaż silnych leków przeciwbólowych (np. opioidów), ponieważ dziecko ma prawidłowo rozwinięty układ nerwowy i odpowiedź bólową na uszkodzenie tkanek.

## Rozpoznanie
Rozpoznanie opiera się na obrazie klinicznym. Niekiedy możliwe jest rozpoznanie prenatalne zespołu; dawniej oparte na fetoskopowej biopsji skóry, obecnie coraz częściej na stwierdzeniu w USG charakterystycznych, chociaż nieswoistych objawów: płaskiego profilu twarzy, dużych ust, hipoplazji nosa, dysplastycznych małżowin usznych, obrzęku ud i stóp, wewnątrzmacicznego zahamowania wzrostu. Dodatni wywiad rodzinny w kierunku HI powinien ukierunkować ultrasonografistę na drobne, ale znaczące objawy zespołu.

## Różnicowanie
W diagnostyce różnicowej powinny być uwzględnione inne choroby z grupy autosomalnie recesywnie dziedziczonej wrodzonej rybiej łuski (ARCI):
- zespół dziecka kolodionowego (collodion baby),
- rybia łuska blaszkowata (classic lamellar ichthyosis, LI),
- wrodzony niepęcherzowy rumień skóry podobny do rybiej łuski (nonbullous congenital ichthyosiform erythroderma, NCIE).

Wszystkie choroby z grupy ARCI różnicuje się ponadto z następującymi jednostkami chorobowymi:
- zespół Sjögrena-Larssona
- zespół Nethertona
- choroba Gauchera
- zespół keratitis-ichthyosis-głuchota (zespół KID)
- trichotiodystrofia
- zespół Chanarina-Dorfmana
- zespół Conradiego-Hünermanna
- hipohydrotyczna dysplazja ektodermalna
- rybia łuska zwykła
- niedobór sulfatazy steroidowej.

## Historia
Pierwszy opis choroby autorstwa wielebnego Olivera Harta z Charleston pochodzi z roku 1750:

W czwartek 5 kwietnia 1750, udałem się zobaczyć najbardziej godne pożałowania dziecko, urodzone ostatniej nocy z Mary Evans w Charleston. Wszyscy którzy je widzieli byli zdumieni, i ja też ledwo wiedziałem jak to opisać. Skóra była sucha i twarda, i wyglądała jak popękana na małe kawałki, nieco przypominając łuski ryby. Usta były duże, okrągłe i otwarte. Nie miało nosa zewnętrznego, ale dwa otwory w miejscu gdzie powinien znajdować się nos. Oczy wydawały się być kawałkami skrzepłej krwi, wybałuszone, wielkości śliwek, stanowiąc przerażający widok. Nie było uszu zewnętrznych, tylko otwory gdzie powinny się znajdować. Dłonie i stopy wyglądały na opuchnięte, były skurczone i dosyć twarde. Tylna część głowy była otwarta. Wydawało dziwny krzyk, bardzo niski, którego nie potrafię opisać. Żyło około 48 godzin i było jeszcze przy życiu gdy je zobaczyłem.

W XIX wieku przedstawiono szczegółowe opisy przypadków dotkniętych chorobą dzieci: Hebra nazwał ją wrodzoną rybią łuską, Ludwik Siewruk – wrodzoną hipertrofią naskórka, Eduard Kyber wprowadził termin keratoma diffusa, a Vrolik – cutis formatio prteternatucralis. Autorem terminu "płodu arlekina" był Samuel Wilks.